# Ватель (фильм)
«Вате́ль» (фр. Vatel) — французская историческая костюмированная биографическая драма, повествующая о последних днях жизни знаменитого французского кулинара Франсуа Вателя.

## Сюжет

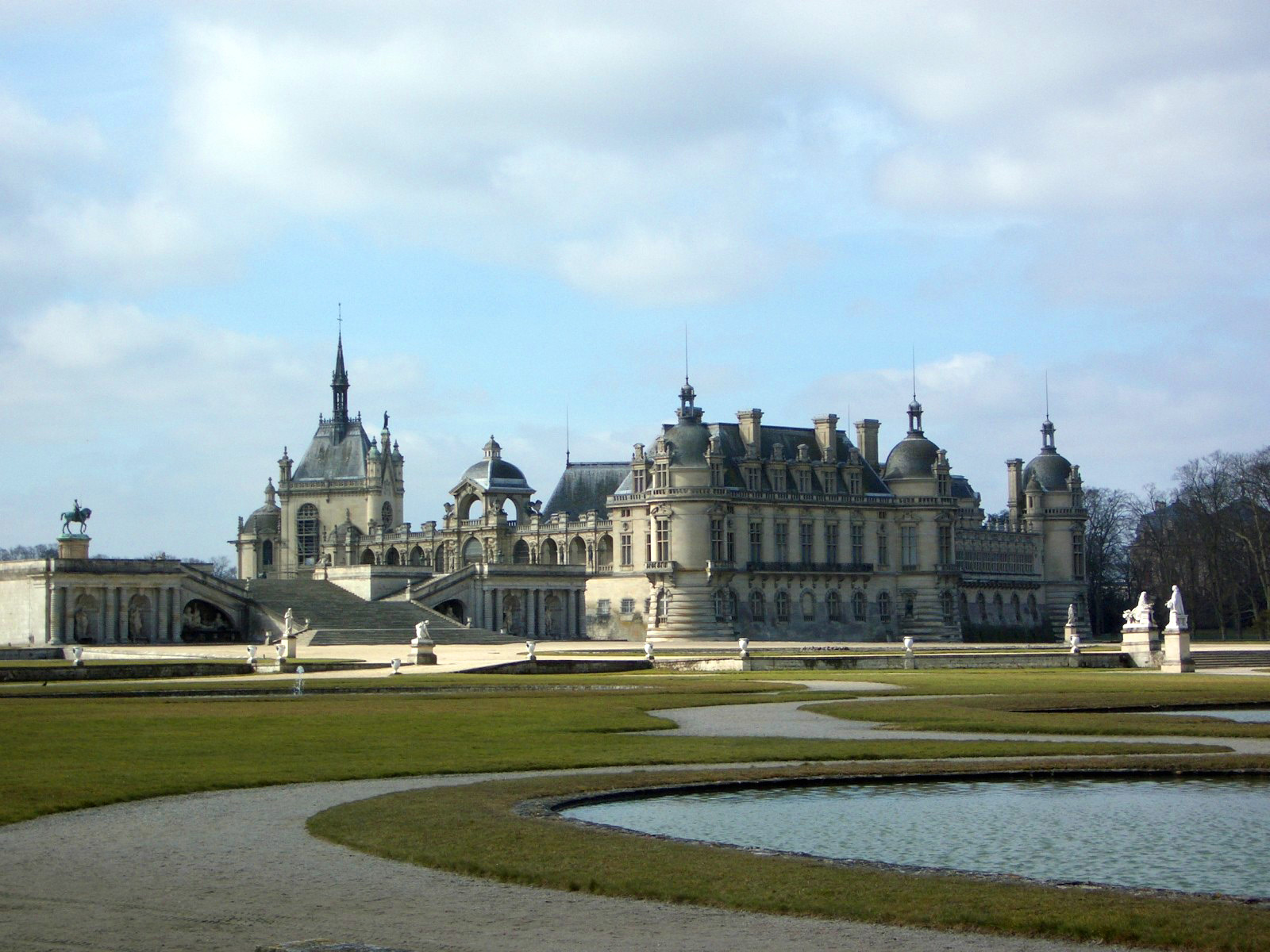
Сад замка Шантийи

1671 год. Франция готовится к войне с Голландией. «Король-Солнце» Людовик XIV считает, что лучшим полководцем во Франции является опальный ещё со времён Фронды принц Конде. Однако первый министр Франции Кольбер имеет и другую кандидатуру на этот пост.
Для самого Конде, уже пожилого и тяжело больного подагрой, назначение главнокомандующим — это последний шанс вернуть положение при дворе, а равно с этим и достаток: он давно уже живёт в кредит.
Король принимает решение посетить с трёхдневным визитом имение Конде Шантийи, где по результатам приёма и решится, кто же возглавит армию Франции, если война все же начнётся. Но чтобы противостоять влиянию Кольбера, приём должен быть воистину роскошным и произвести впечатление на короля.
В такой ситуации дом принца Конде способен спасти только его преданный управляющий, известный мастер устраивать театрализованные представления, а равно и выдающийся кулинар Ватель, бывший некогда управляющим у самого Николя Фуке.
Несмотря на недостаток средств, Ватель со всей тщательностью организовывает приём: четыре трапезы на 25 столов с пятью переменами блюд, театральные представления, размещение короля и двора в совсем не предназначенном для приёма двух с половиной тысяч человек Шантийи. На Людовика XIV приём произвёл самое благоприятное впечатление и он выиграл Вателя в карты у Конде для управления Версалем.
На фоне политических интриг разворачивается и любовная линия сюжета: Луиза де Лавальер уже отставлена из фавориток короля, ей на смену пришла маркиза де Монтеспан, однако и она не единственная претендентка на королевское ложе. В замке Шантийи место первой фрейлины занимает Анна де Монтозье. Разделить постель с ней давно желает маркиз де Лозен, но она влюбляется в Вателя, который отвечает ей взаимностью. Слуги маркиза устраивают засаду на Вателя, но его спасают придворные принца Филиппа (Вателю удалось завоевать его уважение своей честностью и смелостью).
Ватель мастерски решает все возникающие в процессе приёма проблемы: он изобретает новые блюда, новые соусы, новые лампы, новые развлечения. Узнав, что лекарь принца хочет забрать для лечения от подагры любимых канареек Анны, Ватель отдаёт собственных любимых попугаев. Анна проводит ночь с Вателем, но потом ей приходится лечь в постель с де Лозеном, который прикрыл её отлучку перед королём.
Случается непоправимое: из-за штормов на заключительный пятничный ужин (постный день), оформленный в «морском» стиле, не привозят вовремя рыбу и раков. Ватель, не желая видеть собственный позор и разрушение надежд своего повелителя, кончает жизнь самоубийством, в последнем письме к Анне де Монтозье, правда, указывая на иную, сердечную, причину своего поступка.
По иронии судьбы сразу после смерти Вателя в замок прибывают многочисленные повозки с рыбой: он предусмотрительно сделал заказы в нескольких разных портах. Помощник Вателя с блеском проводит ужин.

## В ролях
| Актёр                | Роль                   |
| -------------------- | ---------------------- |
| Жерар Депардьё       | Франсуа Ватель         |
| Ума Турман           | Анна де Монтозье       |
| Тим Рот              | маркиз де Лозен        |
| Джулиан Гловер       | принц Конде            |
| Джулиан Сэндс        | Людовик XIV            |
| Мюррэй Лэклэн Янг    | Филипп I Орлеанский    |
| Тимоти Сполл         | Гурвиль                |
| Хайуэл Беннетт       | Кольбер                |
| Ричард Гриффитс      | доктор Бурдело         |
| Ариэль Домбаль       | принцесса Конде        |
| Марин Дельтерм       | Атенаис де Монтеспан   |
| Эмили Оана           | Луиза де Лавальер      |
| Филиппин Леруа-Больё | герцогиня де Лонгвиль  |
| Натали Серда         | королева Мария-Терезия |

## Критика
На сайте Rotten Tomatoes фильм имеет рейтинг 31% на основании 32 рецензий критиков со средним баллом 4.6 из 10. Критический консенсус сайта гласит: «Визуально роскошный, но не интересный».
На сайте Metacritic фильм набрал 44 балла из 100 на основе 13 отзывов.
Дэвид Стрэттон из Variety написал: ««Ватель» является еще одним доказательством того, что любые деньги и все технические знания мира не могут заменить хороший сценарий и креативное руководство».
Элвис Митчелл из The New York Times назвал фильм «костюмированной драмой, в которой гораздо больше костюмов, чем драмы».
Кевин Томас из Los Angeles Times описал картину как «вечный рассказ о любви и жертве в мире, столь же богатом, сколь жестоком».

## Награды
- Номинация на премию Оскар 2001: Лучшая работа художника
- Премия «Сезар»:
  - Лучшая работа художника — Жан Рабасс (Jean Rabasse)
  - номинация Лучшая работа художника по костюмам — Ивонн Сассино Де Нель (Yvonne Sassinot de Nesle)
- Серебряная лягушка МКФ Camerimage (Лодзь): Лучшая операторская работа — Робер Фресс